# Håkan Thanger
Håkan Thanger, född 23 oktober 1943 i Lännersta, Nacka, är en svensk musiker, sångare och kompositör.
Håkan Thanger, som är självlärd gitarrist, bildade tidigt ett band, The Thundermen, som snart fick flera engagemang, inte minst på Nalen. Gruppen turnerade vid flera tillfällen. Efter militärtjänsten fick han anställning i Weine Renlidens orkester, men slutade för att kunna studera vid Birkagårdens musikfolkhögskola.
Där hoppade han in i sånggruppen Country Four, där bl.a. Pierre Isacsson var med. Den gruppen, där Håkan Thanger spelade både elgitarr och elbas, turnerade och spelade in skivor, och fick till slut vara med i Frukostklubben.
Under 1970-talet spelade Thanger i gruppen Vildkaktus med Olle Nilsson (från Beatles-covergruppen Liverpool) och Gösta Nilsson (Lisa Nilssons pappa), m.fl. Resultatet blev flera TV-framträdanden och en handfull skivor. Han drog ner på Vildkaktus när han fick arbeta med Lill-Babs på hennes folkparksföreställning, vilket varade i sju år.
Dessutom blev han Hasse & Tages basist i revyn Glaset i örat, 1973-1974, tillsammans med bl.a. Gunnar Svensson. Samtidigt var han en av medlemmarna i Nya Gals and Pals. 
Håkan Thangers övriga samarbeten inkluderar Östen Warnerbring, Jerry Williams och Family Four, där han vikarierade för Pierre Isacsson. Isacsson och Thanger arbetade ofta ihop. Till exempel skrev Thanger musiken till Isacssons hit "Då går jag ner i min källare" (1974) (se Pierre!). 
Thangers största hit är låten Polarbjörnen, en reklamlåt för husvagnsmärket Polarvagnen. Thanger spelade in den under 1970-talet, men den spelas fortfarande på radio då och då.
Hans låt Fender 62 medverkade i Melodifestivalen 1982 med Shanes - resultatet blev en sjätteplats och flera veckor på Svensktoppen.
Thanger arbetade senare på Arbetsförmedlingen och hade en egen helt digitaliserad studio. Han bor i Aspudden.

## Skivor med Vildkaktus
- Tidsmaskinen, 1970
- Våra cyklar, 1971
- Natten, 1972
- Ibis, 1974